# Champagneux
Champagneux é uma comuna francesa na região administrativa de Auvérnia-Ródano-Alpes, no departamento da Saboia. Estende-se por uma área de 10.68 km². Em 2010 a comuna tinha 703 habitantes (densidade: 65,8 hab./km²).